# Джал, Франьо
Франьо Джал (хорв. Franjo Džal; 9 апреля 1906, Бихач — сентябрь 1945, Белград) — хорватский лётчик времён Второй мировой войны, полковник ВВС Независимого государства Хорватии, одержавший 16 воздушных побед.

## Биография
Франьо Джал окончил гимназию Бихача, затем — Белградскую военную академию (1924 год). В 1927 году поступил в школу воздушных наблюдателей в Петроварадине, состоял в 1-й разведывательной эскадрилье. Потом был направлен в 1-ю летную школу в городе Нови-Сад. С 1931 года проходил службу в 6-м авиаполку в ранге пилота истребителя (город Земун). Присоединился к движению усташей.
Перед началом войны 1941 года с Германией, Франьо служил в Нише, в 5-м авиаполку, в звании майора. Был заместителем командира полка. После капитуляции Югославии он принёс присягу Независимому государству Хорватии и вступил 29 апреля 1941 года в Хорватский воздушный легион, в 4-ю истребительную эскадрилью. В сентябре 1941 года Джал отправился добровольцем на Восточный фронт, командовал истребительной авиагруппой 15(Kroat.)/JG52. 6 октября 1941 хорватские пилоты появились в районе Полтавы, приняв боевое крещение на Восточном фронте. 9 октября 1941 г. авиагруппой был сбит первый советский самолёт Р-10 В конце октября 1941 года авиагруппа перебазировалась в Таганрог, где пребывала до 1 декабря 1941 г. Первую хорватскую победу одержал хорватский капитан Ференцина, вторую победу одержал полковник Джал. 1 декабря 1941 авиагруппа перелетела в направлении Мариуполя, организовав атаки на наступающие колонны советских войск в районах городов Матвеев-Курган и Ейск, а также организовав налёт на железную дорогу Мариуполь-Сталино. В мае 1942 года авиагруппа перелетела сначала в Крым, а затем на линию Артёмовка-Константиновка. Истребители авиагруппы сопровождали немецкие войска, прикрывая их с воздуха во время авианалётов на Севастополь и патрулирования над Азовским морем. Лично Джал с октября 1941 года по ноябрь 1942 года одержал 16 официальных побед в 157 вылетах.
25 февраля 1942 г. Франьо Джал возглавил отряд истребителей «Jagdgruppe Džal». Летом 1942 года 4-я эскадрилья была оснащена самолётами Me-109 (G-2, G-4, G-5 и G-6). Франьо Джал — кавалер Железного креста I степени.
28 июля 1942 Франьо был сбит Александром Покрышкиным, однако смог выпрыгнуть с парашютом и выжил, после чего вернулся на родину. В феврале 1943 года его подразделение вернулось на Восточный фронт, в ноябре 1943 года Джал вошёл в командный состав легиона.
C 1943 года и до конца войны Джал летал очень мало, занимая в основном командные должности. Весной 1945 года он попытался сбежать к британцам через австрийскую границу в разгар Блайбургской бойни (ничего на тот момент не зная о ней), но был арестован в Словении. В октябре 1945 года Джал был осуждён Югославским военным трибуналом как военный преступник и расстрелян.